# Нью-Ульм (Міннесота)
Нью-Ульм (англ. New Ulm) — місто (англ. city) в США, в окрузі Браун штату Міннесота. Населення — 14 120 осіб (2020).

## Географія
Нью-Ульм розташований за координатами 44°18′42″ пн. ш. 94°28′0″ зх. д. / 44.31167° пн. ш. 94.46667° зх. д. (44.311753, -94.466599).  За даними Бюро перепису населення США в 2010 році місто мало площу 26,56 км², з яких 25,69 км² — суходіл та 0,87 км² — водойми.

### Клімат
| Клімат : Нью-Ульм                        | Клімат : Нью-Ульм | Клімат : Нью-Ульм | Клімат : Нью-Ульм | Клімат : Нью-Ульм | Клімат : Нью-Ульм | Клімат : Нью-Ульм | Клімат : Нью-Ульм | Клімат : Нью-Ульм | Клімат : Нью-Ульм | Клімат : Нью-Ульм | Клімат : Нью-Ульм | Клімат : Нью-Ульм | Клімат : Нью-Ульм |
| Показник                                 | Січ.              | Лют.              | Бер.              | Квіт.             | Трав.             | Черв.             | Лип.              | Серп.             | Вер.              | Жовт.             | Лист.             | Груд.             | Рік               |
| Абсолютний максимум, °C                  | 18,3              | 20,0              | 30,6              | 35,0              | 39,4              | 41,7              | 43,9              | 41,7              | 41,1              | 33,3              | 28,3              | 22,8              | 43,9              |
| Середній максимум, °C                    | −4,6              | −1,6              | 5,1               | 14,4              | 21,1              | 26,1              | 28,3              | 26,8              | 22,4              | 15,3              | 5,6               | −3                | 13,0              |
| Середня температура, °C                  | −9,6              | −6,8              | 0,0               | 8,3               | 15,2              | 20,5              | 22,8              | 21,3              | 16,4              | 9,2               | 0,7               | −7,6              | 7,6               |
| Середній мінімум, °C                     | −14,6             | −12               | −5,1              | 2,2               | 9,4               | 14,9              | 17,3              | 15,9              | 10,4              | 3,2               | −4,2              | −12,1             | 2,2               |
| Абсолютний мінімум, °C                   | −38,3             | −38,3             | −33,3             | −19,4             | −7,2              | −0,6              | 3,9               | 1,1               | −8,9              | −17,2             | −27,2             | −37,8             | −38,3             |
| Норма опадів, мм                         | 16                | 16                | 47                | 73                | 87                | 122               | 101               | 104               | 82                | 57                | 41                | 22                | 768               |
| Днів з опадами                           | 6                 | 6                 | 8                 | 9                 | 11                | 11                | 9                 | 9                 | 9                 | 7                 | 6                 | 6                 | 97,0              |
| ---------------------------------------- | ----------------- | ----------------- | ----------------- | ----------------- | ----------------- | ----------------- | ----------------- | ----------------- | ----------------- | ----------------- | ----------------- | ----------------- | ----------------- |
| Джерело: Western Regional Climate Center |                   |                   |                   |                   |                   |                   |                   |                   |                   |                   |                   |                   |                   |

## Демографія
Згідно з переписом 2010 року, у місті мешкали 13 522 особи в 5732 домогосподарствах у складі 3511 родини. Густота населення становила 509 осіб/км².  Було 5987 помешкань (225/км²).
Расовий склад населення:
| - 97,8 % — білих - 0,7 % — азіатів - 0,3 % — чорних або афроамериканців - 0,1 % — корінних американців |

До двох чи більше рас належало 0,8 %. Частка іспаномовних становила 1,8 % від усіх жителів.
За віковим діапазоном населення розподілялося таким чином: 20,7 % — особи молодші 18 років, 60,7 % — особи у віці 18—64 років, 18,6 % — особи у віці 65 років та старші. Медіана віку мешканця становила 41,4 року. На 100 осіб жіночої статі у місті припадало 96,4 чоловіків;  на 100 жінок у віці від 18 років та старших — 92,1 чоловіків також старших 18 років.
Середній дохід на одне домашнє господарство  становив 63 759 доларів США (медіана — 50 254), а середній дохід на одну сім'ю — 78 829 доларів (медіана — 67 059). Медіана доходів становила 43 057 доларів для чоловіків та 32 314 долари для жінок. За межею бідності перебувало 7,8 % осіб, у тому числі 5,9 % дітей у віці до 18 років та 9,8 % осіб у віці 65 років та старших.
Цивільне працевлаштоване населення становило 7379 осіб. Основні галузі зайнятості: освіта, охорона здоров'я та соціальна допомога — 25,2 %, виробництво — 17,5 %, роздрібна торгівля — 12,9 %, мистецтво, розваги та відпочинок — 9,7 %.

## Персоналії
- Тіппі Гедрен (*1930) — американська акторка.